# Cyril Miranda
Cyril Miranda, född den 25 mars 1985, är en fransk längdåkare som tävlat sedan 2003. Vid olympiska vinterspelen 2010 kom Miranda som bäst sjua i lagsprint.